# NGC 276
NGC 276 (ook wel IC 1591, PGC 3054, ESO 474-34, MCG -4-3-21, AM 0049-225 of IRAS00496-2257) is een balkspiraalstelsel in het sterrenbeeld Walvis. NGC 276 staat op ongeveer 574 miljoen lichtjaar van de Aarde.
NGC 276 werd in 1886 ontdekt door de Amerikaanse astronoom Frank Muller.
Gezien vanaf de Aarde staat net ten noordnoordoosten van dit stelsel de ster HD 5058. Deze ster staat ook afgebeeld op kaart 307 in Wil Tirion's Uranometria 2000.0 sterrenatlas.